# 山形テルサ

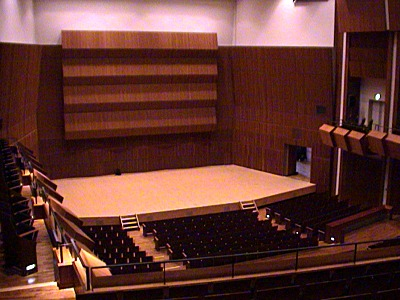
テルサホール

山形テルサ（やまがたテルサ、英称：Yamagata Terrsa）は、山形県山形市にある山形市立のコンサートホール。

## 概要
山形市内にはコンサートが開催できる主な会場として、山形駅から1.5km圏内に山形県県民会館（2019年11月30日閉館）、山形市民会館があるが、いずれも多目的ホールであり、音響的にもあまり優れたホールとは言えないため、コンサートホールが熱望されていた。その結果、音響を重視した本格的なコンサートホールとして山形テルサが計画された。
当初計画では、「山形ニュータウン蔵王みはらしの丘」における中核施設として建設が予定されていた。しかし、山形市とともに整備を進める雇用促進事業団が国の特殊法人合理化策の一環で2001年（平成13年）9月末で廃止されることが決定したため、急きょ建設地がJR山形駅西口の再開発区域（山形駅西土地区画整理事業Bブロック）に変更され、2001年（平成13年）4月1日に開館した。
運営に関しては雇用促進事業団が県に、県が市に、市が山形市開発公社に委託する方式が執られていたが、2004年（平成16年）4月1日、市に施設が譲渡されたことに伴い、直接管理運営となり、14年4月1日からは指定管理者制度を導入している。
テルサホールは、山形交響楽団が本拠地とし、プロアーティストによる演奏会が数多く行われている。また、学校や団体、企業等の各種演奏会・講演会・式典・会議、各種コンテスト、コンサートの録音・中継など、年間にわたって多くの人々に幅広く利用されている。

### 譲渡
山形テルサは、独立行政法人雇用・能力開発機構が各地に建設してきた、一連の勤労者福祉施設の最後の施設である。国が雇用保険料（事業主負担分のみ。労働者が納めた保険料は使われていない）を使って全国各地に建設してきた数々の建築物が運営上の採算性の悪さから、地元自治体に対して安い価格で譲渡されていることが日本国内で全国的な問題となっており、山形テルサも雇用保険料約41億円（総工費は約71億円。残りの約30億円は山形市が出資）を投じて建設されたが、完成してまもなくして市に約8,800万円で譲渡されたことが、全国ニュースに取り上げられた。

## 施設
- コンサートホール「テルサホール」
定員806名（車椅子スペース5席有）。シューボックス型を基本とし、舞台はオープンステージである。座席は2階席まであり、2階席ではサイドバルコニーのロイヤルボックス席を備える。音楽コンサートのみならず、講演会や式典などにも利用されている。1階席前面3列は取り外すことが可能で、オーケストラピットを構成することができる。
- 多目的小ホール「アプローズ」
定員400名。座席の有無やステージ形式、場の分割など空間を自由にカスタマイズすることが可能なため、音楽コンサート、講演会、学会、ダンスパーティーなど幅広い用途で使用されている。
- リハーサル室
本番前のリハーサルのほか、ミニコンサート、展示会、講演会の会場として、また軽運動の場としても使用されている。
- 交流室・研修室・会議室
ダンス、エアロビクス、音楽練習、会議、パーティー、展示会、講演会などで利用されている。
- テルサレストラン　シロー絵夢
- トータル・ジョブサポート山形（山形県・ハローワーク共同就職支援センター山形）
- ハローワークプラザやまがた
- 山形県若者就職支援センター山形プラザ
- 山形県求職者総合支援センター
- 公益社団法人山形市シルバー人材センター

## アクセス
- JR山形駅西口から徒歩約5分
- 山形道 山形蔵王IC・東北中央道 山形中央ICから車で約15分
- 山形空港から車で約40分。空港から山形駅までの連絡バス有